# Ярцевичи
Ярцевичи (бел. Ярцавічы) — деревня в Берёзовском районе Брестской области Белоруссии. Входит в состав Песковского сельсовета.

## География
Деревня находится в центральной части Брестской области, к западу от озера Чёрного, при автодороге Н-26123, на расстоянии приблизительно 11 километров (по прямой) к юго-востоку от города Берёза, административного центра района. Абсолютная высота — 145 метров над уровнем моря. Площадь населённого пункта — 0,8988 км².

## История
По состоянию на 1905 год, в Ярцевичах проживало 400 человек. В административном отношении деревня входила в состав Песковской волости Слонимского уезда Гродненской губернии.
Согласно Рижскому мирному договору (1921), деревня вошла в состав межвоенной Польши. Входила в состав гмины Пески Косовского повета Полесского воеводства Польши. В 1921 году числилось 484 жителя, проживавших в 82 домах. В этническом составе населения того периода поляки составляли 100 %. В конфессиональном составе населения преобладали православные христиане (99 %).
С 1939 года в БССР.

## Население
По данным переписи 2019 года, в деревне проживало 249 человек.
| Год  | Население, человек |
| ---- | ------------------ |
| 1905 | 400                |
| 1921 | ↗ 484              |
| 2009 | ↘ 277              |
| 2019 | ↘ 249              |